# Thomas Herndon
Thomas Herndon (nascut el 25 de febrer de 1985) és un economista estatunidenc, doctorand a la Universitat d'Amherst (Massachusetts), conegut per a la descoberta d'errors fundamentals en la teoria de l'austeritat preconitzada al llibre "Growth in a Time of Debt", de Carmen Reinhart i Kenneth Rogoff professors d'economia prominents de la prestigiosa Universitat Harvard.
Herndon va demostrar que la política d'austeritat que els governs europeus i americans i el Fons Monetari Internacional van conduir després de la crisi de 2008 es basava en greus errors de càlcul al llibre de Reinhart i Rogoff que El Punt Avui anomenà la "Sagrada Escriptura dels fidels de l'austeritat". L'escàndol que en va resultar va ser batejat com a Excelgate als països de parla anglesa. L'estudi de Herndon va desconcertar tota una sèrie de polítics que van imposar polítiques d'austeritat en estats com Grècia, Irlanda, Espanya i Portugal.

## Els principals errors al llibreGrowth in a Time of Debt
És un exercici clàssic durant la formació del professor Michael Ash pels estudiants que fan el màster de prendre un estudi sobre economia i de recalcular-lo en assajar de reproduir els resultats de l'original. Herndon va triar Growth in a Time of Debt, però no va reeixir en qualsevol moment a comprovar l'aleshores mític límit fatídic dels 90% de deute públic. Finalment va contactar Rogoff per tal d'obtenir els fulls de càlcul Excel originals. Quan va rebre'ls, va trobar uns quants errors majors:
- Per inadvertència, els autors van saltar cinc línies en la seva taula i van ometre les dades d'Austràlia, Àustria, Bèlgica, Canadà i Dinamarca;[7]
- Al tractament de les dades de Nova Zelanda van saltar els anys als quals el país, malgrat un grau elevat de deute públic va viure un creixement notable, omissió que va falsificar la mitjana utilitzada.[7]
- La manera de calcular la prestació econòmica de països de mida different va qüestionar-se. Així un any dolent d'un petit país com Nova Zelanda va ser equiparat fora de proporció amb el mateix pes estadístic de vint anys de deute públic del Regne Unit.[8]

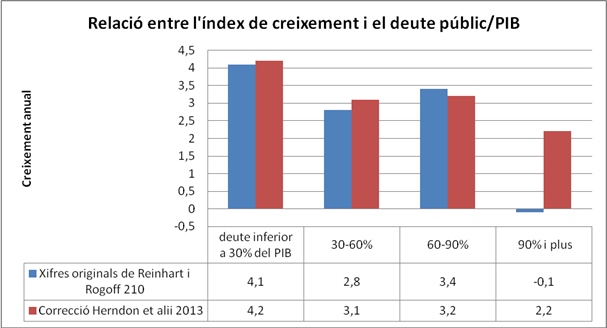
Comparació gràfica de les dades originals de Reinhart-Rogoff (2010) i les correccions de Herndon (2013)

Es confirma que països amb un deute públic molt elevat tenen una crescuda econòmica lleugerment menor, però el llindar màgic i ximple de 90% desapareix i la diferència en creixement és massa petit per a tirar una conclusió unívoca. El setmanari alemany Die Zeit conclou: «la realitat sembla ben més complicada: el deute públic de vegades sí que pot ser perillós, de vegades no.»

## Les conseqüències
L'estudi de Herndon va crear una ona de xoc al món dels economistes, dels polítics i dels periodistes que, fins ara van considerar les conclusions de Reinhart-Rogoff sobre l'efecte negatiu a la creixença econòmica des del moment que el deute públic supera els 90% del producte interior brut, com una veritat científica provada. La revista New York magazine va escriure que «només li va caldre a Herndon una part del seu semestre per a trabalsar tots els fonaments del moviment mundial de l'austeritat econòmica.» L'Institut Roosevelt va escriure: «tot el que podem esperar és que els futurs historiadors assenyalin que un dels punts centrals que fonamentaven el moviment de l'austeritat […] es va basar en el fet que algú accidentalment no va actualitzar una fila en la fórmula de l'Excel».
El 20 de maig de 2013, cinc setmanes després de la publicació de l'estudi de Herndon, el FMI va publicar un raport al qual confessa que els seus experts han fet errors en imposar una política d'austeritat extrema a Grècia i que van subestimar els efectes de les mesures que van causar una recessió i un atur excepcionalment elevat, ans al contrari de les seves prediccions. Herndon és entrevistat a tot arreu. Rogoff no bada boca. Col·legues testimoniejen que rep correus electrònics plens d'odi als quals li reprotxen que pels seus errors va causar pobretat i atur.
El Premi Nobel d'economia Paul Krugman és mostra escèptic quant a un canvi de política després de l'estudi de Herndon, per què l'austeritat és un dogma tan de moda per a tot un grup de neoliberals que vol apoquir la protecció social i la solidaritat. Ja el 2010 va haver-hi economistes, no menys prominents, que van criticar la teoria de Rogoff i Reinhart. Només, una gran part del món polític no va voler escoltar, com que preferien la hipòtesi populista de les cigales meridionals gastadores i desconsiderades. Cita l'exemple del Japó, al qual el deute era una conseqüència d'una recessió, i no la causa. Conclou que els polítics van optar per a l'austeritat, van prendre la hipòtesi del 90% com una veritat absoluta, no per què havien de fer-ho per a raons científiques, però per què el volien per a raons ideològiques. Vicenç Navarro i López veu en l'obra de Rogoff i Reinhart no només uns errors de càlcul i un prejudici sinó que un error metodològic major. En lloc d'analitzar el context històric i polìtic al qual el deute d'un país va crear-se, només van analitzar els nombres nus i descontextualitzats.

### Polítics i pèrits que van invocar el fals llindar dels 90% de deute per a justificar una política d'austeritat
El nombre de polítics i pèrits que van utilitzar la “bíblia” de Rogoff i Reinhart és llarga. Citem uns destacats:
- Jean-Claude Trichet, president de la Banc Central Europeu
- Olli Rehn, Comissari Europeu d'Assumptes Econòmics i Monetaris[9]
- Wolfgang Schäuble, Ministre de finances federal d'Alemanya
- George Osborne, Ministre de finances britànic
- Tim Geithner, antic Ministre de finances dels Estats Units
- Jens Weidmann, president del Banc federal alemany
- Paul Ryan, candidat republicà a la presidència dels Estats Units
- Mariano Rajoy Brey, primer ministre de l'Estat espanyol[20]